# Governo transcaspiano
Il Governo transcaspiano (1918 - luglio 1919) fu una coalizione "menscevico-socialista rivoluzionaria" costituita dai ferrovieri della ferrovia transcaspica nel 1918. Aveva sede ad Aşgabat, nell'Oblast' della Transcaspia.

## Origine
Nel febbraio 1918 tra la popolazione turkmena locale si stavano sviluppando sentimenti autonomisti con la formazione dell'Esercito nazionale turkmeno (TNA). Preoccupato per ciò, il Soviet bolscevico di Aşgabat fece appello a Fyodor Kolesov, leader del Soviet di Tashkent per il supporto militare, e dichiarò che avrebbe effettuato un censimento di tutti gli uomini armati nella città a maggioranza russa il 17 giugno 1918. Ciò tuttavia, scatenò due giorni di rivolta.
Il Soviet di Tashkent inviò alcune Guardie Rosse guidate da V. Frolov e un contingente della Čeka che arrivò il 24 giugno e disarmò lo Squadrone di cavalleria turkmeno, che era il nucleo della TNA. Frolov dichiarò la legge marziale e fucilò personalmente i cinque membri di una delegazione di ferrovieri che aveva cercato di presentargli una petizione. Si recò a Kizyl-Arvat per continuare a ripristinare il controllo bolscevico, ma i lavoratori delle ferrovie locali, sentendo degli eventi, si armarono. Frolov e un certo numero delle sue guardie del corpo furono fucilati e il resto disarmato.

## Comitato di Aşgabat
Il 14 luglio 1918 i menscevichi e i socialrivoluzionari fondarono il Comitato Esecutivo di Aşgabat, in seguito alla loro riuscita rivolta contro i bolscevichi di Tashkent. Questo comitato prese il nome di Governo provvisorio transcaspiano nel novembre 1918, ma è generalmente indicato come governo transcaspiano.
La leadership iniziale era composta da:
- Fëdor Funtikov, operaio socialista rivoluzionario, presidente
- Vladimir Dhokov, ferroviere
- D. Kurilov, ferroviere
- LA Zimen, insegnante di scuola e orientalista, ministro degli Affari esteri

## Azione militare
Il Comitato aveva circa 1000 uomini armati, che consistevano in truppe armene e russe. L'opinione britannica di queste forze era tutt'altro che lusinghiera. Il generale Wilfrid Malleson era stato inviato dal governo britannico per resistere alle forze bolsceviche e aveva assistito le forze transcaspiane inviando loro una squadra di mitragliatrici oltre confine dall'India. Questa squadra impedì che le forze transcaspiane fossero completamente invase dai bolscevichi, all'inizio del conflitto.
Malleson inviò quindi un'unità anglo-indiana per assistere in quella che era chiamata missione Malleson. La forza combinata anglo-indiana e transcaspiana continuò quindi a impegnare con successo i bolscevichi, spingendoli fuori da alcune delle principali città.
Il governo era in gran parte in una posizione debole. Non aveva economia ed esisteva con il denaro che aveva guadagnato dai sovietici quando prese il potere. L'economia principale era basata sul cotone, ma non aveva i mezzi per esportarlo. Cercò in gran parte fondi dagli inglesi, che non ottenne, nemmeno per il cibo che l'esercito britannico aveva usato e per il quale aveva promesso di pagare.

## L'esecuzione dei commissari di Baku

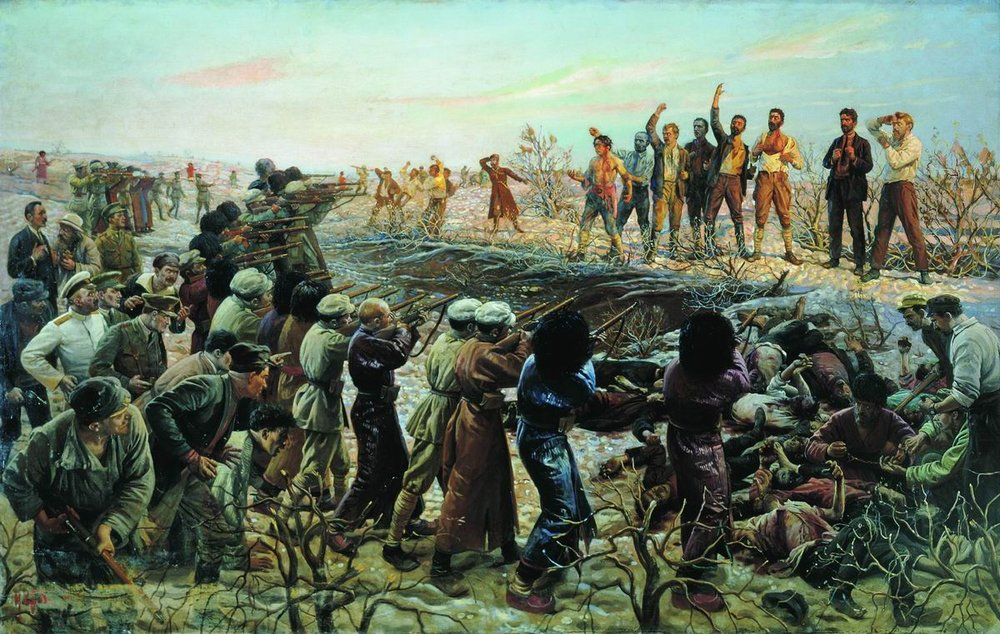
L'esecuzione dei ventisei commissari di Baku di Isaak Brodsky raffigurante la visione sovietica dell'esecuzione.

Nella notte del 20 settembre 1918, sotto la guida di Fyodor Funtikov, furono giustiziati i 26 commissari di Baku, che erano fuggiti da Baku via nave a Krasnovodsk in Turkmenistan.

## La crisi del dicembre 1918
Nel dicembre 1918 ci fu una crisi nel governo transcaspiano. Il governo ritenne di non poter controllare la capitale e chiese aiuto agli inglesi che aiutarono inviando truppe lì. Tuttavia il governo era fragile, e l'opinione di Malleson era che, nella migliore delle ipotesi, avevano una presa tenue sulle loro forze e sulle persone. Inoltre, Malleson aveva promesso fondi ma non li aveva consegnati. Il popolo iniziò a protestare e il Comitato si dimise. Fu sostituito da un altro comitato, nominato da Teague-Jones. Il nuovo comitato alla fine passò gradualmente sotto l'influenza dell'esercito della Russia bianca meridionale di Denikin, e i suoi uomini vennero a rafforzare le forze, creando l'esercito del Turkestan bianco nel gennaio 1919. Tuttavia, quando gli inglesi si ritirarono nel 1919, i bolscevichi passarono all'offensiva e sconfissero le forze transcaspiane. Nel 1920 il Soviet di Tashkent riprese il controllo dell'area e il governo transcaspiano cessò di esistere.